# Folkmotion
Folkmotion är  ett lagförslag (motion) som inlämnas till lagstiftande församling eller kommun av icke förtroendevalda. Möjligheten att inlämna sådana förslag och i sådana fall förfarandena omkring skiljer sig mellan länder.
Det normala förfarandet är att invalda representanter (riksdags- eller parlamentsledamöter respektive medlemmar av kommunfullmäktige) för folket inlämnar förslag till ny lagstiftning, vilket sedan behandlas som ärende i församlingen av de andra invalda representanterna. Vissa länder ger också enskilda privatpersoner möjlighet att inlämna sådana förslag. Dit hör exempelvis Spanien. Finlands grundlag stadgar i 4 kap 53§ att medborgare har rätt att väcka medborgarinitiativ till riksdagen vilket i så fall innebär att minst 50 000 medborgare måste stå bakom lagförslaget innan det behandlas i ett utskott. I Sverige finns enligt Kommunallagen 5 kap 23§5 möjlighet att som enskild privatperson inlämna medborgarförslag till kommunfullmäktige.
Ett förslag att införa folkmotioner till Sveriges riksdag, landsting och kommuner lades fram av 2014 års demokratiutredning 2016 under Olle Wästberg och Daniel Lindvall, vilket skulle innebära att medborgare ska kunna lägga fram lagförslag på en webbplats, vilket skulle väckas som förslag i lagstiftande församling om minst 1 % av den röstberättigade befolkningen ställde sig bakom den.